# Вітковці
Вітковце (словац. Vítkovce) — село в окрузі Спішска Нова Вес Кошицького краю Словаччини. Площа села 5,22 км². Станом на 31 грудня 2015 року в селі проживало 610 жителів.

## Історія
Перші згадки про Вітковце датуються 1279 роком.

## Географія
Протікає річка Лодина.

## Населення
| Рік:            | 1994. | 2004.    | 2014.    | 2024.    |
| --------------- | ----- | -------- | -------- | -------- |
| Кількість осіб: | 418   | 523      | 605      | 671      |
| Різниця:        |       | +25,11 % | +15,67 % | +10,90 % |

| Рік:            | 2023. | 2024.   |
| --------------- | ----- | ------- |
| Кількість осіб: | 649   | 671     |
| Різниця:        |       | +3,38 % |